# Färgrivning
Färgrivning är en metod att bearbeta pigment så att de blir användbara i målningsmaterial.
Fram till 1800-talets slut såldes pigmenten i form av bitar eller stänger som måste finfördelas - rivas - av målaren. Detta gjordes på en flat stenhäll, rivsten, med hjälp av en löpare, en kägelformad sten med plan bottenyta. När pigmenten hade fått den önskade kornstorleken vidtog momenten att riva ihop dem med bindemedel till en pasta som sedan blandades ner i färgmaterialet.
Under 1800-talet började de större företagen använda handdrivna färgkvarnar. Under 1900-talet har färgfabrikanterna gradvis tagit över färgrivningen, genom att först marknadsföra färdigmalda pigment, sedan pigmentpastor för färgbrytning och slutligen färdigbrutna färger. Sedan mitten på 1900-talet används i stort sett bara färdigbruten färg inom byggnadsmåleriet.